# Euchirus longimanus
Euchirus longimanus — вид пластинчатоусых жуков из подсемейства Euchirinae. Характерной чертой самцов являются чрезмерно удлинённые передние лапы.

## Ареал

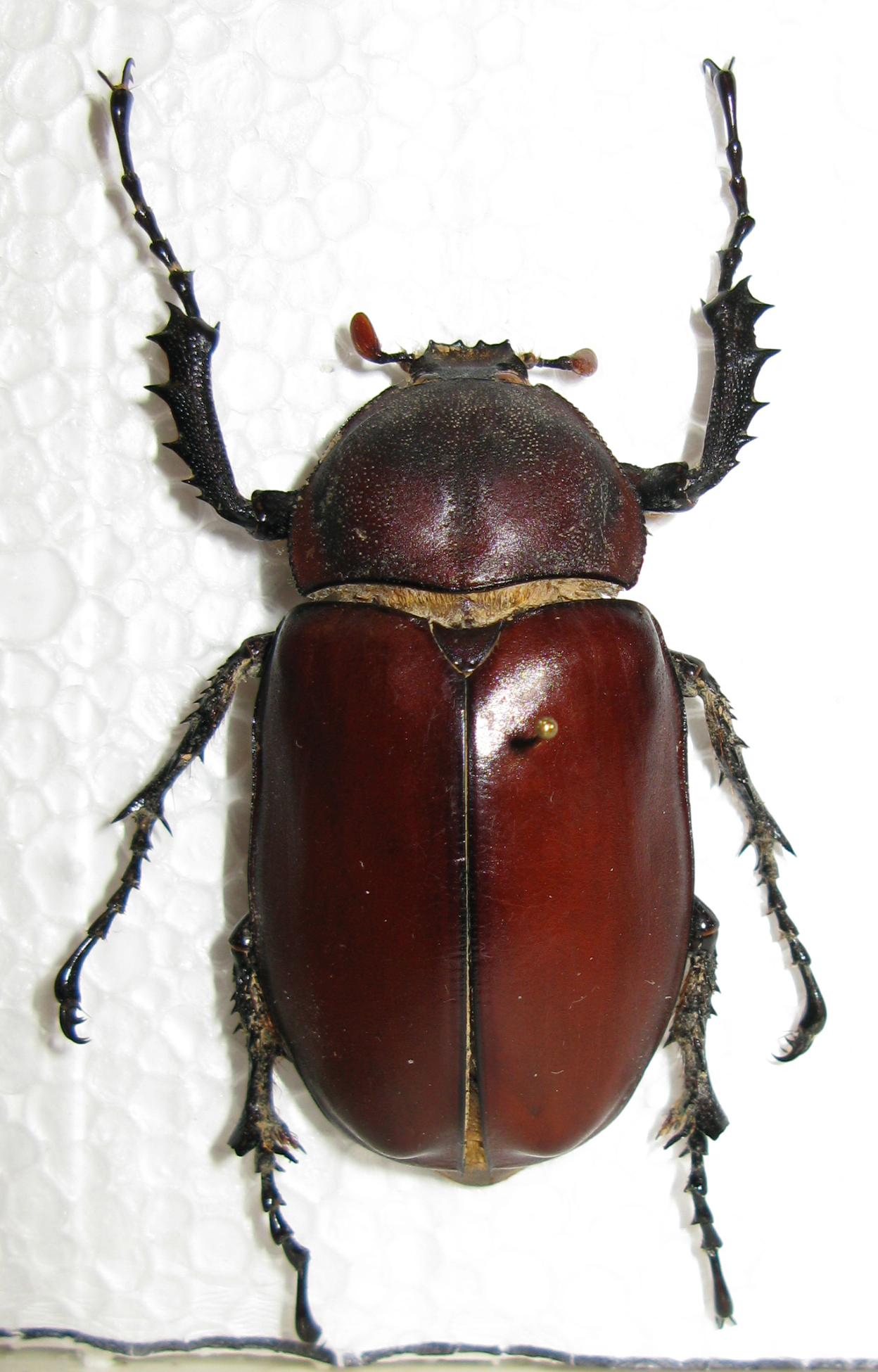
Самка

Индонезия: острова Амбон и Серам.

## Описание
Крупные жуки с длиной тела до 85 мм. Тело продолговатое, довольно выпуклое, красно-бурой окраски. Голова маленькая. Ноги стройные, длинные. Передние бедра самцов спереди несут два зубца и сильно удлинены. Половой диморфизм резко выражен. Самцы крупнее и шире, чем самки, с более широкой и поперечной переднеспинкой. Передние ноги (все их части) у самцов сильно удлинены. Личинки развиваются в трухлявой древесине и дуплах деревьев, где и окукливаются. Продолжительность развития жуков неизвестно. Как и другие представители этого подсемейства этот вид являются лесным обитателем.